# Dorin Mateuț
Dorin Mateuț (Vad, 5 agosto 1965) è un ex calciatore rumeno, di ruolo centrocampista.

## Carriera

### Club

Mateuț alla Reggiana nel 1993

Nato a Bogata-Curtuiuș, nel comune di Vad, nel 1981 fa il suo debutto nella Divizia A, la massima serie rumena, con il Corvinul Hunedoara, squadra dove giocherà per sei stagioni. Nella stagione 1986-87 passa alla Dinamo Bucarest. Il suo biennio d'oro inizia nella stagione 1988-89, nella quale realizza ben 43 gol e vince la Scarpa d'oro come miglior cannoniere europeo, venendo anche nominato giocatore rumeno dell'anno 1988. La stagione successiva vince con la Dinamo il campionato e partecipa ai Mondiali del 1990, vetrina che gli permetterà di tentare l'avventura in campionati esteri più prestigiosi.
Si trasferisce così in Spagna nel Real Saragozza, ma già dal 1991 perde la maglia della nazionale maggiore. Successivamente tenta in Italia nel Brescia e poi nella Reggiana, ma con alterni successi e poche presenze. Chiude la sua carriera tornando a giocare per due stagioni alla Dinamo Bucarest.
Nei tre massimi campionati dove ha giocato, Dorin ha collezionato complessivamente 374 presenze e realizzato 147 gol, la gran parte distribuita durante gli anni in Divizia A, dove può vantare 281 presenze e 134 gol; nella Primera División spagnola 64 presenze e 10 gol, in Serie A 29 presenze e 3 gol. Inoltre può vantare 25 presenze e 12 gol nelle coppe europee.

### Nazionale
Dorin Mateuț ha fatto il suo debutto per la Nazionale rumena nel 1984 contro l'Algeria, ed è stato selezionato per i Mondiali del 1990. Ha collezionato 56 presenze in totale, l'ultima nel 1991, e segnato 10 gol.

## Statistiche

### Cronologia presenze e reti in nazionale
| Cronologia completa delle presenze e delle reti in nazionale ― Romania | Cronologia completa delle presenze e delle reti in nazionale ― Romania | Cronologia completa delle presenze e delle reti in nazionale ― Romania | Cronologia completa delle presenze e delle reti in nazionale ― Romania | Cronologia completa delle presenze e delle reti in nazionale ― Romania | Cronologia completa delle presenze e delle reti in nazionale ― Romania | Cronologia completa delle presenze e delle reti in nazionale ― Romania | Cronologia completa delle presenze e delle reti in nazionale ― Romania |
| Data                                                                   | Città                                                                  | In casa                                                                | Risultato                                                              | Ospiti                                                                 | Competizione                                                           | Reti                                                                   | Note                                                                   |
| ---------------------------------------------------------------------- | ---------------------------------------------------------------------- | ---------------------------------------------------------------------- | ---------------------------------------------------------------------- | ---------------------------------------------------------------------- | ---------------------------------------------------------------------- | ---------------------------------------------------------------------- | ---------------------------------------------------------------------- |
| 7-2-1984                                                               | Algeri                                                                 | Algeria                                                                | 1 – 1                                                                  | Romania                                                                | Amichevole                                                             | -                                                                      | 81’                                                                    |
| 7-3-1984                                                               | Craiova                                                                | Romania                                                                | 2 – 0                                                                  | Grecia                                                                 | Amichevole                                                             | 1                                                                      |                                                                        |
| 31-7-1984                                                              | Buzău                                                                  | Romania                                                                | 1 – 0                                                                  | Cina                                                                   | Amichevole                                                             | -                                                                      |                                                                        |
| 29-8-1984                                                              | Gera                                                                   | Germania Est                                                           | 2 – 1                                                                  | Romania                                                                | Amichevole                                                             | -                                                                      | 78’                                                                    |
| 21-11-1984                                                             | Petah Tikva                                                            | Israele                                                                | 1 – 1                                                                  | Romania                                                                | Amichevole                                                             | -                                                                      |                                                                        |
| 5-12-1984                                                              | Amarousio                                                              | Grecia                                                                 | 2 – 1                                                                  | Romania                                                                | Amichevole                                                             | 1                                                                      |                                                                        |
| 30-1-1985                                                              | Lisbona                                                                | Portogallo                                                             | 2 – 3                                                                  | Romania                                                                | Amichevole                                                             | -                                                                      |                                                                        |
| 27-3-1985                                                              | Sibiu                                                                  | Romania                                                                | 0 – 0                                                                  | Polonia                                                                | Amichevole                                                             | -                                                                      | 46’                                                                    |
| 3-4-1985                                                               | Craiova                                                                | Romania                                                                | 3 – 0                                                                  | Turchia                                                                | Qual. Mondiali 1986                                                    | -                                                                      | 58’                                                                    |
| 7-8-1985                                                               | Mosca                                                                  | Unione Sovietica                                                       | 2 – 0                                                                  | Romania                                                                | Amichevole                                                             | -                                                                      | 46’                                                                    |
| 28-8-1985                                                              | Timișoara                                                              | Romania                                                                | 2 – 0                                                                  | Finlandia                                                              | Qual. Mondiali 1986                                                    | 1                                                                      | 87’                                                                    |
| 11-9-1985                                                              | Londra                                                                 | Inghilterra                                                            | 1 – 1                                                                  | Romania                                                                | Qual. Mondiali 1986                                                    | -                                                                      |                                                                        |
| 16-10-1985                                                             | Bucarest                                                               | Romania                                                                | 0 – 1                                                                  | Irlanda del Nord                                                       | Qual. Mondiali 1986                                                    | -                                                                      |                                                                        |
| 28-2-1986                                                              | Alessandria d'Egitto                                                   | Egitto                                                                 | 2 – 2                                                                  | Romania                                                                | Amichevole                                                             | -                                                                      |                                                                        |
| 2-3-1986                                                               | Alessandria d'Egitto                                                   | Egitto                                                                 | 0 – 1                                                                  | Romania                                                                | Amichevole                                                             | -                                                                      | 82’                                                                    |
| 26-3-1986                                                              | Glasgow                                                                | Scozia                                                                 | 3 – 0                                                                  | Romania                                                                | Amichevole                                                             | -                                                                      |                                                                        |
| 23-4-1986                                                              | Timișoara                                                              | Romania                                                                | 2 – 1                                                                  | Unione Sovietica                                                       | Amichevole                                                             | -                                                                      | 82’                                                                    |
| 4-6-1986                                                               | Bucarest                                                               | Romania                                                                | 3 – 1                                                                  | Norvegia                                                               | Amichevole                                                             | 1                                                                      | 58’                                                                    |
| 20-8-1986                                                              | Oslo                                                                   | Norvegia                                                               | 2 – 2                                                                  | Romania                                                                | Amichevole                                                             | -                                                                      |                                                                        |
| 10-9-1986                                                              | Bucarest                                                               | Romania                                                                | 4 – 0                                                                  | Austria                                                                | Amichevole                                                             | -                                                                      | 72’                                                                    |
| 8-10-1986                                                              | Tel Aviv                                                               | Israele                                                                | 2 – 4                                                                  | Romania                                                                | Amichevole                                                             | -                                                                      | 70’                                                                    |
| 4-3-1987                                                               | Ankara                                                                 | Turchia                                                                | 1 – 3                                                                  | Romania                                                                | Amichevole                                                             | -                                                                      | 61’                                                                    |
| 11-3-1987                                                              | Atene                                                                  | Grecia                                                                 | 1 – 1                                                                  | Romania                                                                | Amichevole                                                             | -                                                                      |                                                                        |
| 25-3-1987                                                              | Bucarest                                                               | Romania                                                                | 5 – 1                                                                  | Albania                                                                | Qual. Euro 1988                                                        | -                                                                      | 63’                                                                    |
| 29-4-1987                                                              | Bucarest                                                               | Romania                                                                | 3 – 1                                                                  | Spagna                                                                 | Qual. Euro 1988                                                        | 1                                                                      |                                                                        |
| 2-9-1987                                                               | Bydgoszcz                                                              | Polonia                                                                | 3 – 1                                                                  | Romania                                                                | Amichevole                                                             | -                                                                      |                                                                        |
| 7-10-1987                                                              | Bucarest                                                               | Romania                                                                | 2 – 2                                                                  | Grecia                                                                 | Amichevole                                                             | -                                                                      | 46’                                                                    |
| 28-10-1987                                                             | Valona                                                                 | Albania                                                                | 0 – 1                                                                  | Romania                                                                | Qual. Euro 1988                                                        | -                                                                      |                                                                        |
| 18-11-1987                                                             | Vienna                                                                 | Austria                                                                | 0 – 0                                                                  | Romania                                                                | Qual. Euro 1988                                                        | -                                                                      | 77’                                                                    |
| 3-2-1988                                                               | Haifa                                                                  | Israele                                                                | 0 – 2                                                                  | Romania                                                                | Amichevole                                                             | -                                                                      | 70’                                                                    |
| 6-2-1988                                                               | Haifa                                                                  | Polonia                                                                | 2 – 2                                                                  | Romania                                                                | Amichevole                                                             | -                                                                      |                                                                        |
| 23-3-1988                                                              | Dublino                                                                | Irlanda                                                                | 2 – 0                                                                  | Romania                                                                | Amichevole                                                             | -                                                                      |                                                                        |
| 30-3-1988                                                              | Halle                                                                  | Germania Est                                                           | 2 – 0                                                                  | Romania                                                                | Amichevole                                                             | -                                                                      | 82’                                                                    |
| 20-9-1988                                                              | Costanza                                                               | Romania                                                                | 3 – 0                                                                  | Albania                                                                | Amichevole                                                             | -                                                                      | 60’                                                                    |
| 19-10-1988                                                             | Sofia                                                                  | Bulgaria                                                               | 1 – 3                                                                  | Romania                                                                | Qual. Mondiali 1990                                                    | 1                                                                      | 86’                                                                    |
| 2-11-1988                                                              | Bucarest                                                               | Romania                                                                | 3 – 0                                                                  | Grecia                                                                 | Qual. Mondiali 1990                                                    | 1                                                                      |                                                                        |
| 23-11-1988                                                             | Sibiu                                                                  | Romania                                                                | 3 – 0                                                                  | Israele                                                                | Amichevole                                                             | 2                                                                      |                                                                        |
| 29-3-1989                                                              | Sibiu                                                                  | Romania                                                                | 1 – 0                                                                  | Italia                                                                 | Amichevole                                                             | -                                                                      |                                                                        |
| 12-4-1989                                                              | Varsavia                                                               | Polonia                                                                | 2 – 1                                                                  | Romania                                                                | Amichevole                                                             | -                                                                      |                                                                        |
| 26-4-1989                                                              | Amarousio                                                              | Grecia                                                                 | 0 – 0                                                                  | Romania                                                                | Qual. Mondiali 1990                                                    | -                                                                      |                                                                        |
| 17-5-1989                                                              | Bucarest                                                               | Romania                                                                | 1 – 0                                                                  | Bulgaria                                                               | Qual. Mondiali 1990                                                    | -                                                                      | 64’                                                                    |
| 31-8-1989                                                              | Setúbal                                                                | Portogallo                                                             | 0 – 0                                                                  | Romania                                                                | Amichevole                                                             | -                                                                      | 46’                                                                    |
| 11-10-1989                                                             | Copenaghen                                                             | Danimarca                                                              | 3 – 0                                                                  | Romania                                                                | Qual. Mondiali 1990                                                    | -                                                                      |                                                                        |
| 15-11-1989                                                             | Bucarest                                                               | Romania                                                                | 3 – 1                                                                  | Danimarca                                                              | Qual. Mondiali 1990                                                    | -                                                                      | 76’                                                                    |
| 28-3-1990                                                              | Il Cairo                                                               | Egitto                                                                 | 1 – 3                                                                  | Romania                                                                | Amichevole                                                             | -                                                                      | 81’                                                                    |
| 26-5-1990                                                              | Bruxelles                                                              | Belgio                                                                 | 2 – 2                                                                  | Romania                                                                | Amichevole                                                             | -                                                                      | 81’                                                                    |
| 18-6-1990                                                              | Napoli                                                                 | Argentina                                                              | 1 – 1                                                                  | Romania                                                                | Mondiali 1990 - 1º turno                                               | -                                                                      | 82’                                                                    |
| 29-8-1990                                                              | Mosca                                                                  | Unione Sovietica                                                       | 1 – 2                                                                  | Romania                                                                | Amichevole                                                             | -                                                                      |                                                                        |
| 12-9-1990                                                              | Glasgow                                                                | Scozia                                                                 | 2 – 1                                                                  | Romania                                                                | Qual. Euro 1992                                                        | -                                                                      | 70’                                                                    |
| 26-9-1990                                                              | Bucarest                                                               | Romania                                                                | 2 – 1                                                                  | Polonia                                                                | Amichevole                                                             | -                                                                      | 57’                                                                    |
| 5-12-1990                                                              | Bucarest                                                               | Romania                                                                | 6 – 0                                                                  | San Marino                                                             | Qual. Euro 1992                                                        | 1                                                                      |                                                                        |
| 27-3-1991                                                              | Serravalle                                                             | San Marino                                                             | 1 – 3                                                                  | Romania                                                                | Qual. Euro 1992                                                        | -                                                                      | 64’                                                                    |
| 3-4-1991                                                               | Neuchâtel                                                              | Svizzera                                                               | 0 – 0                                                                  | Romania                                                                | Qual. Euro 1992                                                        | -                                                                      | 83’                                                                    |
| 17-4-1991                                                              | Cáceres                                                                | Spagna                                                                 | 0 – 2                                                                  | Romania                                                                | Amichevole                                                             | -                                                                      |                                                                        |
| 28-8-1991                                                              | Brașov                                                                 | Romania                                                                | 0 – 2                                                                  | Stati Uniti                                                            | Amichevole                                                             | -                                                                      | 46’                                                                    |
| 13-11-1991                                                             | Bucarest                                                               | Romania                                                                | 1 – 0                                                                  | Svizzera                                                               | Qual. Euro 1992                                                        | 1                                                                      |                                                                        |
| 20-11-1991                                                             | Sofia                                                                  | Bulgaria                                                               | 1 – 1                                                                  | Romania                                                                | Qual. Euro 1992                                                        | -                                                                      |                                                                        |
| Totale                                                                 |                                                                        | Presenze                                                               | 57                                                                     |                                                                        | Reti                                                                   | 11                                                                     |                                                                        |

## Palmarès

### Club
- Campionato rumeno: 1

Dinamo Bucarest: 1989-1990
- Coppa di Romania: 1

Dinamo Bucarest: 1989-1990

### Individuale
- Calciatore rumeno dell'anno: 1

1988
- Scarpa d'Oro:1

1989
- Capocannoniere del campionato rumeno: 1

1988-1989 (43 gol)